# Misraq Badawacho
Misraq Badawacho est un woreda de la zone Hadiya de la région Éthiopie du Centre. Peuplé de 142 823 habitants en 2007, ce district reprend la partie orientale de l'ancien woreda Badawacho. Son chef-lieu Shone s'en détache à son tour au début des années 2020, de même qu'un nouveau district appelé Siraro Badawacho.
Les districts issus de Badawacho sont finalement Mirab Badawacho, Misraq Badawacho, Siraro Badawacho et la ville de Shone. Ils font tous partie de la région des nations, nationalités et peuples du Sud jusqu'au transfert de la zone Hadiya dans la région Éthiopie du Centre en 2023.

## Situation
Exclave triangulaire de la zone Hadiya, l'ancien woreda Badawacho est initialement bordé au sud par la zone Wolayita, à l'ouest et au nord par la zone Kembata Tembaro, et à l'est par la zone Misraq Shewa de la région Oromia.
L'extrémité occidentale du district se détache sous le nom de Mirab Badawacho ou « Ouest Badawacho » avant le recensement de 2007. Misraq Badawacho ou « Est Badawacho » conserve une grande partie du territoire et le chef-lieu Shone jusqu'à la fin des années 2010.
| Kedida Gamela   |                  | Alaba        |
| Mirab Badawacho | Misraq Badawacho | Siraro       |
| Damot Pulasa    | Damot Gale       | Diguna Fango |

La situation évolue avec le détachement de Shone et Siraro Badawacho au début des années 2020,. Les districts environnants peuvent également évoluer, c'est ainsi par exemple qu'Adilo borde désormais Misraq Badawacho au nord.

## Population
Misraq Badawacho est recensé en 2007 dans son périmètre de l'époque comprenant la ville de Shone et le futur Siraro Badawacho. Sa population atteint alors 142 823 habitants dont 11 % de citadins qui sont les 15 616 habitants de Shone.
La majorité des habitants (67 %) sont protestants, 20 % sont musulmans, 8 % sont catholiques et 4 %  sont orthodoxes.
En 2022, la population est estimée sur le même périmètre à 207 413 personnes avec une densité de population de 674 personnes par km2 et 308 km2 de superficie,.
Entre-temps toutefois, un déplacement de la limite orientale du district au bénéfice de la région Oromia, puis le détachement de 8 km2 au bénéfice de Shone et 50 km2 au bénéfice de Siraro Badawacho, réduisent le territoire de Misraq Badawacho à 239 km2 au début des années 2020,.